# NGC 251
NGC 251은 물고기자리에 위치한 나선 은하이다. 1784년 10월 15일, 윌리엄 허셜에 의해 발견되었다.